# М'які фотони
М'які фотони — фотони у фізиці елементарних частинок з енергією, набагато меншою, ніж енергія частинок, що беруть участь у процесі, зокрема при розсіюванні, і в них не достатньо енергії, щоб бути виявленими. Такі фотони можуть випромінюватись (або поглинатись) зовнішніми (вхідними і вихідними) лініями заряджених частинок на діаграмах Фейнмана, що відповідають процесу. Хоча м'які фотони не спостерігаються, можливість їхнього випромінювання повинна бути прийнята до уваги при розрахунку амплітуди розсіювання. 
Врахування м'яких фотонів множить швидкість конкретного процесу на фактор, який прямує до нуля. Однак, існують також інфрачервоні розбіжності, чий внесок у швидкість розсіювання пов'язаний з віртуальними м'якими фотонами, лінії яких виходять з однієї із зовнішніх ліній і входять у  іншу (або в ту ж). Два фактори компенсують один одного, в результаті чого остаточна поправка  залежить від чутливості, з якою фотони можуть бути виявлені в експерименті. 